# Wilhelm Philipp Hauck
Wilhelm Philipp Hauck (Viena, 13 de maio de 1851 – Liesing, 4 de abril de 1920) foi um mecânico austríaco

## Vida
Filho de um abastado mecânico, realizou um estudo técnico e tornou-se mecânico e eletrotécnico. Durante sua formação foi em 1868 membro da Burschenschaft Arminia Wien.
Foi sepultado no Cemitério Central de Viena.

## Publicações
- Die galvanischen Elemente von Volta bis Heute; 1881
- Die Grundlehren der Elektricität mit besonderer Rücksicht auf ihre Anwendungen in der Praxis; 1883
- Die galvanischen Batterien, Accumulatoren und Thermosäulen: Eine Beschreibung der hydro- und thermo-elektrischen Stromquellen mit besonderer Rücksicht auf die Bedürfnisse der Praxis; 1883